# Liotyphlops haadi
Liotyphlops haadi — вид змій родини американських сліпунів (Anomalepididae). Ендемік Колумбії.

## Поширення і екологія
Liotyphlops haadi відомі з двох місцевостей, розташованих в департаментах Ваупес і Амасонас на півдні Колумбійської Амазонії. Вони живуть у вологих рівнинних тропічних лісах.